# Bosnian Rainbows
Bosnian Rainbows byla americká alternativní rocková skupina, založená v El Pasu v Texasu v roce 2012. Založili ji po rozpadu skupiny The Mars Volta kytarista Omar Rodríguez-López a bubeník Deantoni Parks; dále ve skupině hráli ještě zpěvačka Teri Gender Bender a klávesista Nicci Kasper. První album, které neslo stejný název jako skupina, vyšlo v červnu 2013. Brzy po vydání prvního alba skupina oznámila, že má nahrané i další album, které by mělo být zpívané kompletně ve španělštině. To však nikdy nevyšlo. Rodríguez-López se od roku 2014 věnoval své nové skupině Antemasque a činnost Bosnian Rainbows byla ukončena. Teri Gender Bender a Deantoni Parks hráli na sólových albech Rodrígueze-Lópeze Blind Worms, Pious Swine a Umbrella Mistress (2016).

## Členové
- Teri Gender Bender – zpěv
- Omar Rodríguez-López – kytara, klávesy, doprovodné vokály
- Deantoni Parks – bicí, klávesy
- Nicci Kasper – syntezátory, klávesy

## Diskografie
Studiové album
- Bosnian Rainbows (2013)

Singly
- „Torn Maps“ (2013)
- „Turtle Neck“ (2013)
- „Morning Sickness“ (2013)